# Serieåret 1948

## Händelser

### September
- September - Det första numret av serietidningen Kalle Anka & C:o utkommer i Sverige.[1]

### Okänt datum
- Amerikanske psykiatern Fredric Werthams kritik mot "serietidningsvåld" publiceras i Norden av tidskriften Det bästa.[2]
- Den svenska serietidningen Seriemagasinet startas.[3]

## Pristagare
- Pulitzerpriset för "Editorial Cartooning": Rube Goldberg, New York Sun
- Reuben Award Cartoonist of the year: Chic Young, Blondie

## Utgivning

### Album
- De sju kristallkulorna (Tintins äventyr) [4]
- Spirou et l'aventure av Jijé, Dupuis [5]
- Spirou et Fantasio av André Franquin, Dupuis [6]

## Födda
- 15 februari - Art Spiegelman, amerikansk serieskapare.
- 3 mars - Max Allan Collins, amerikansk serieförfattare.
- 18 april - Freddy Milton, dansk serieskapare.
- 12 juni - Len Wein, amerikansk serieskapare.
- 21 juli - Garry Trudeau, amerikansk serieskapare.
- 27 oktober - Bernie Wrightson, amerikansk serieskapare.

### Fotnoter
1. ↑  Sverige 1900-talet – Sverige mellan tyskt och amerikanskt, NE, Bra Böcker, 2000
2. ↑  Swecomics
3. ↑  Seriesamlarna
4. ↑  ”Tintin”. http://en.tintin.com/albums/show/id/37/page/0/0/the-seven-crystal-balls. Läst 12 mars 2011.
5. ↑  InediSpirou. ”Spirou et l'Aventure - Jijé” (på franska). Arkiverad från originalet den 23 november 2010. https://web.archive.org/web/20101123181618/http://inedispirou.net/spirou-et-laventure-vt81.html.
6. ↑  franquin.com. ”Une vie - 1948” (på franska). Arkiverad från originalet den 14 maj 2011. https://web.archive.org/web/20110514181159/http://www.franquin.com/bio/1948.php. Läst 10 mars 2011.